# Уянга

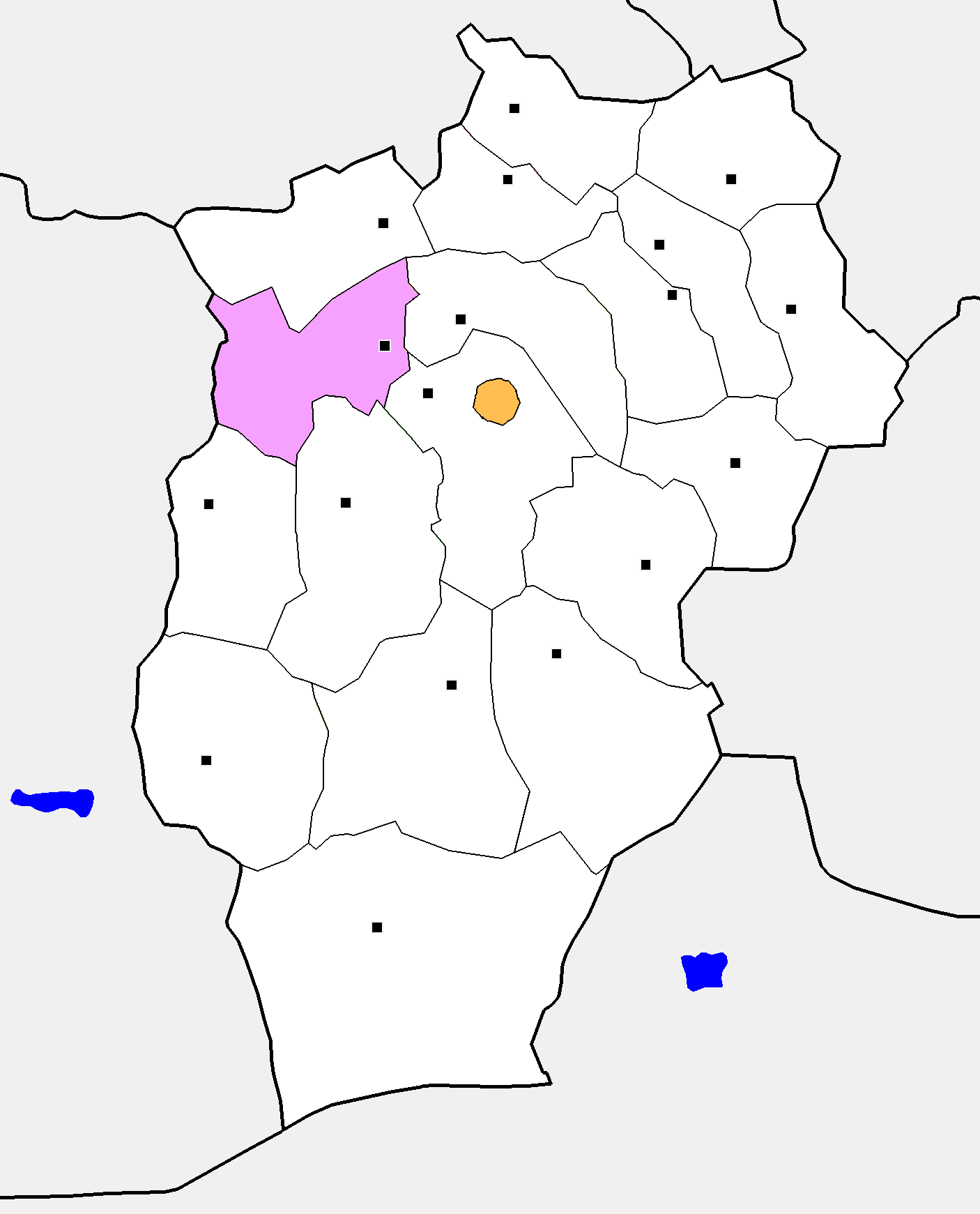
Сомон Уянга Уверхангайского аймака

Уянга (монг. Уянга) — сомон аймака Уверхангай в Монголии, с центром в поселке Онги в 61 км от столицы аймака города Арвайхээрa. Население — 9,6 тысячи человек. Возник в 1931 году. Расположен на расстоянии 492 км от Улан-Батора.

## Описание

### Рельеф
На территории сомона находятся:
1. Жаргалант,
2. Тооройгт
3. Ив (3230 м)

Озёра:
1. Таац,
2. Найман

### Климат
Климат резко континентальный. Средняя температура января -21-22°С, июля +14-16°С. В год в среднем выпадает 250—400 мм осадков.

### Фауна и флора
Растительность горно-степная. Восточная часть сомона занята лесом. На территории сомона водятся косули, волки, лисы, корсаки, зайцы, до последнего времени было много тарбаганов.

### Хозяйство и культура
В сомоне имеются школа, больница. Действуют туристические базы. Сфера обслуживания представлена несколькими мастерскими. На территории сомона обнаружены золото, драгоценные камни и другие полезные ископаемые.

#### Статистика
| Данные по:                        | 2007    | 2008     | 2009     | 2010     | 2011     |
| --------------------------------- | ------- | -------- | -------- | -------- | -------- |
| Численность постоянного населения | 10,083  | ▼9,581   | ▼9,498   | ▲9,659   | ▼ 9,593  |
| Поголовье скота                   | 187,560 | ▲212,162 | ▲225,887 | ▼124,692 | ▲158,161 |